# Idioma mutu
Mutu, o Tuam (Mutu-Tuam), es una lengua austronesia de la Provincia de Morobe, Papua Nueva Guinea.